# Pontia edusa
The Eastern Bath White (Pontia edusa) là một loài bướm thuộc họ Pieridae. Nó được tìm thấy ở the South East of Pháp up to Central châu Âu. The butterfly is nearly identical to Pontia daplidice.

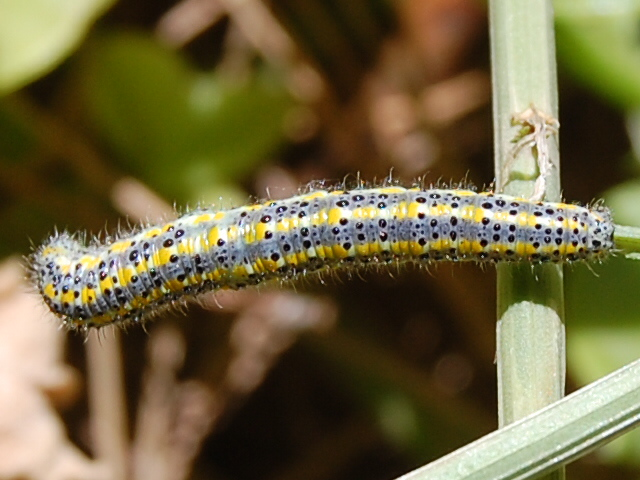
Caterpillar

Sải cánh dài ca. 45 mm. Chúng bay from tháng 2 đến tháng 10 tùy theo địa điểm.
Ấu trùng ăn Resedaceae species.

## Hình ảnh

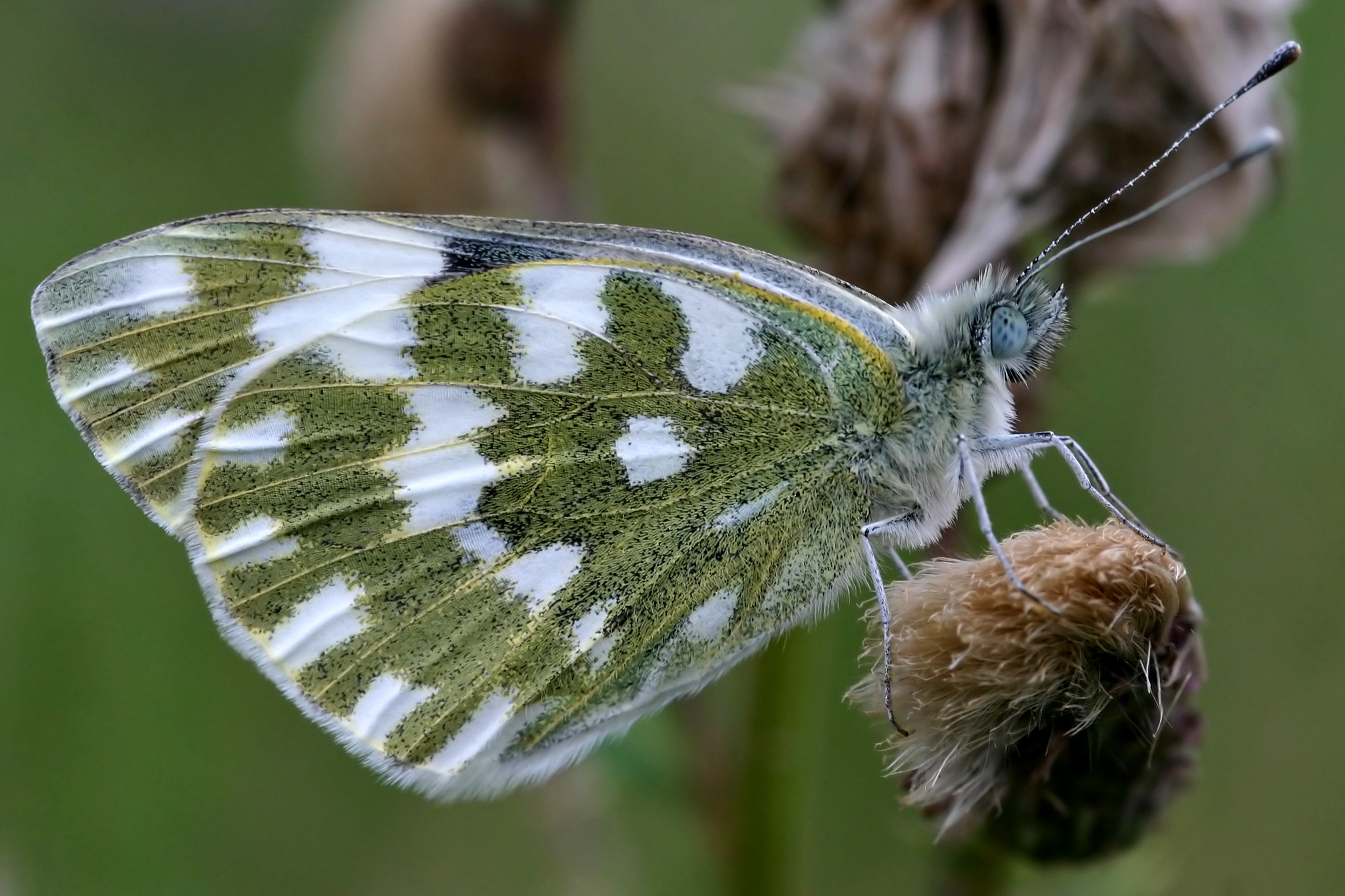
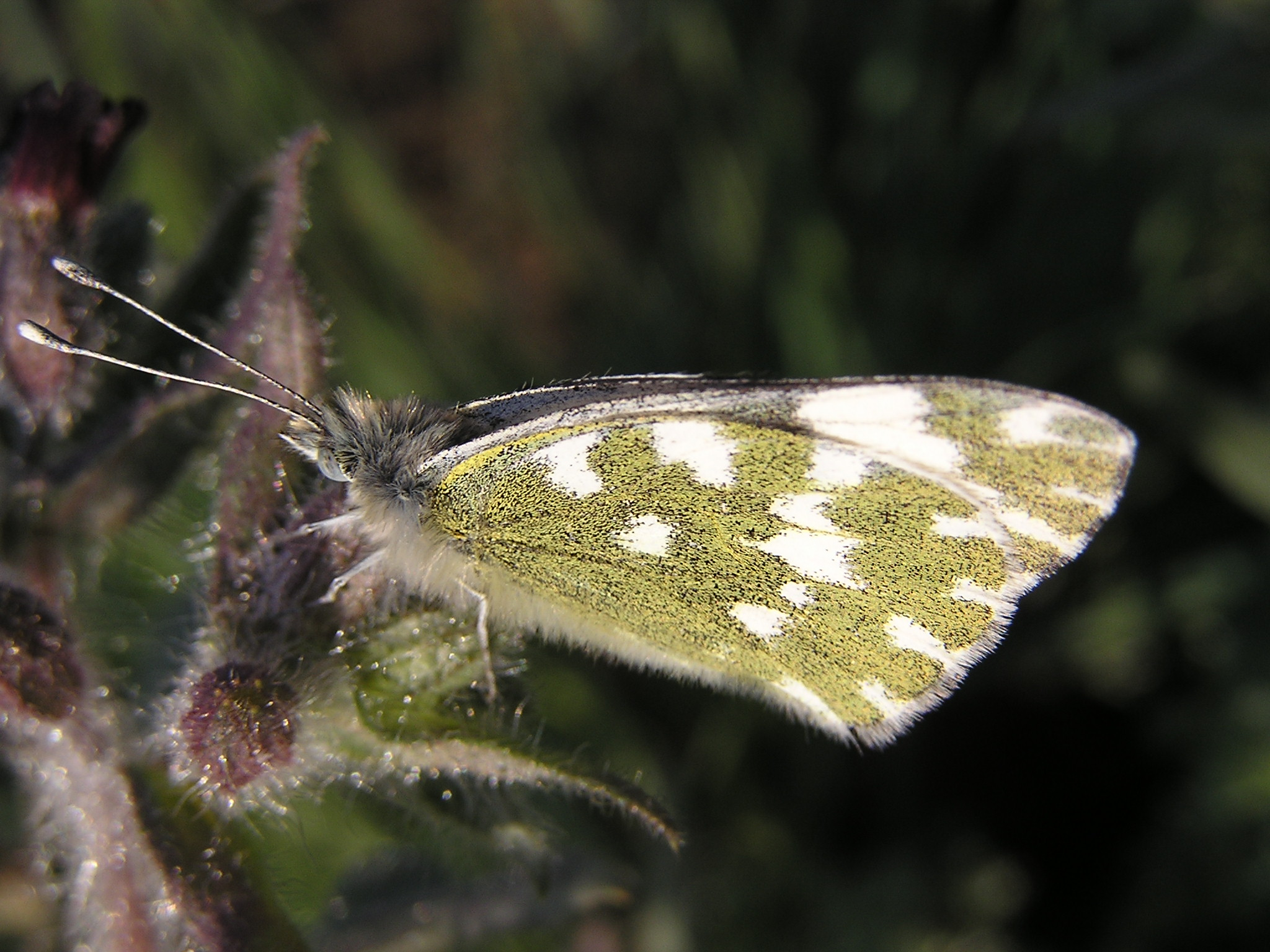
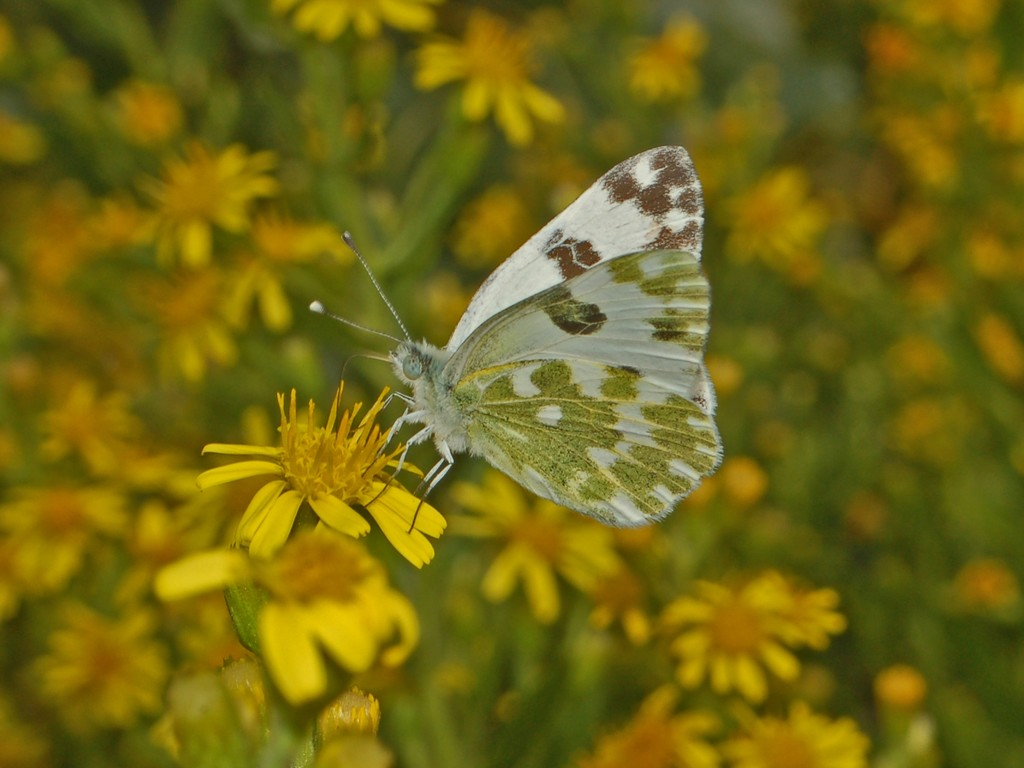
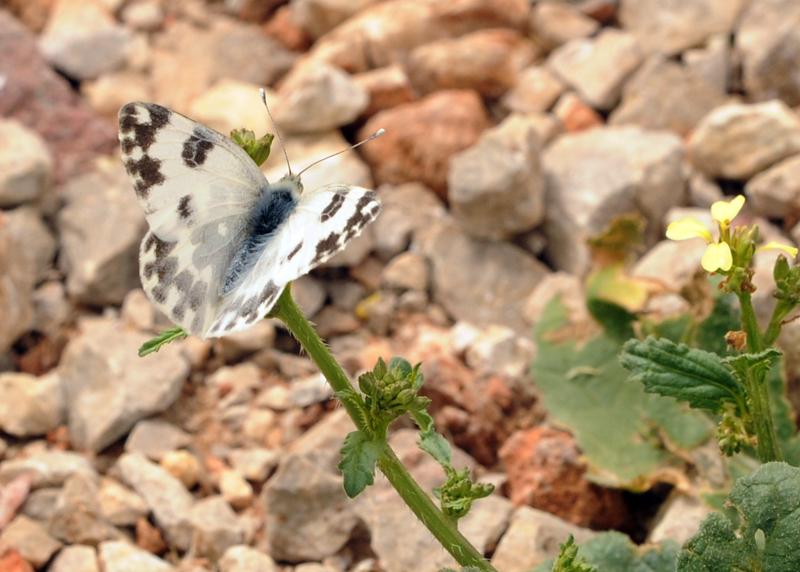